# Butterflies
A Butterflies Michael Jackson amerikai énekes dala. 2002 februárjában jelent meg az Invincible album harmadik kislemezeként, csak az Egyesült Államokban. A kritikusok vegyes fogadtatásban részesítették.
A dal a rádiós játszások alapján került fel a Billboard Hot 100 és a Billboard Hot R&B/Hip-Hop Singles & Tracks slágerlistákra. A Hot 100 tizennegyedik helyét érte el, és más Billboard-slágerlistákon is előkelő helyezést ért el. Videóklip nem készült a dalhoz.

## Háttere
A dalt Andre Harris és a Floetry neo-soul duó egyik tagja, Marsha Ambrosius írta, eredeti változata a Floetry Floetic című albumának brit kiadásán hallható. Ambrosius háttérvokálozik a dal Jackson-féle változatán.
Jackson 2001-ben énekelte fel a dalt, és még abban az évben megjelentette Invincible című albumán. Jackson menedzserén, a DreamWorks egyik igazgatóján, John McClainen keresztül találkozott Ambrosiusszal és a Floetry másik tagjával, Natalie Stewarttal. Stewart meglepődött, hogy Jackson meghívta őt és Ambrosiust a stúdióba, hogy a véleményüket kérje a felvételről. A LAUNCH magazinnak adott interjújában elmondta, mennyire nyíltnak találta az énekest, aki többször is a véleményüket kérte arról, ahogy előadja a dalt.
Ambrosiusnak, amikor először találkozott Jacksonnal, időbe telt lecsillapodnia. Szintén a LAUNCH magazinnak elmondta, hogy emlékszik vissza az eseményekre. „Megrázott. Az ember nem tudja előre, hogy fogja érezni magát ebben a helyzetben. Könnyek gyűltek a szemembe, ideges voltam. De amikor jobban belejöttem, rájöttem, hogy ez is csak egy munka. Tanácsokat kellett adnom egy legendának. Andre Harris így jellemezte a dalt: „Meg akarja mutatni, hogy ő még mindig az a Michael Jackson, aki a Billie Jeant és a Rock with You énekelte, mert a Butterflies nagyban hasonlít ezekre.”
A dal Jackson kedvenc dala volt az Invincible albumon. Videóklip nem készült hozzá; a Los Angeles Times 2002-es cikke szerint a Sony Music Entertainment javasolta, hogy készüljön klip, de Jackson nem válaszolt nekik. Jacksonnak ebben az időben nézeteltérései voltak a kiadóval.
A közepesen lassú tempójú (92 BPM) dalra a groove, pop, R&B és adult contemporary stílusok voltak hatással. Vaughn Watson, a Providence Journal újságírója szerint „bársonyos old-school soulballada”. Lonell Broadnax, Jr., a Daily Helmsman Online újságírója szerint a dallal Jackson „visszatér rhythm and blues gyökereihez”. A dal négynegyedes ütemben íródott, A-dúrban. Címe, a „pillangók” egy angol kifejezésre utal: amikor valaki ideges vagy izgul valami miatt – például egy új párkapcsolat elején –, arra mondják, hogy „pillangók röpködnek a gyomrában”.

## Fogadtatása
A dal vegyes fogadtatásban részesült a kritikusok részéről. Ken Barnes, az USA Today újságírója szerint „reménytelenül csöpögős-giccses dal”, és a címben szereplő pillangók helyett hernyókhoz hasonlította. Frank Kogan, a Village Voice munkatársa szintén hernyókkal viccelődött, és megjegyezte, hogy a dalban nem a dallam ragadta meg a figyelmét, hanem a háttérben hallható ritmus, ami „olyan, mint amikor a csaptelepet ütik a csavarhúzóval”. Christie Leo a New Straits Timestól kedvezőbben reagált a dalra. Robert Hilburn zenekritikus a Los Angeles Timesnak írt cikkében azt írta a Butterfliesről és az album egy másik daláról, a Speechlessről, hogy „éppolyan szánalmasan semmitmondóak, mint a címeik”. Darryl Frierson, a University Wire munkatársa szerint a Butterflieshoz hasonló dalok romantikus hangulatot teremtenek. Joel Rubinoff, a The Record újságírója a dalt az album kevés jó dala egyikének tartotta, a The Atlanta Journal egy újságírója szerint „nem rossz dal”.
Mark Anthony Neal a Popmattersben azt írta kritikájában, melyet Jackson 2002-ben megjelent Love Songs című válogatásalbumáról írt, hogy a Butterflieshez hasonló dalok mutatják a legjobban, Jackson milyen zseniálisan képes még a leghétköznapibb dolgokat is újszerűen előadni. Elliot Sylvester, a The Independent munkatársa úgy érezte, az Invincible lassú számai, például a Speechless és a Butterflies túlzottan „egy receptre íródtak”. A Chicago Tribune rockzenei kritikusa, Greg Kot szerint Jackson nem túl meggyőzően adja elő az ilyen „csöpögős lassú számokat”. Stephen Thomas Erlewine, az AllMusic munkatársa az Invincible fénypontjainak nevezte az olyan „kedves balladákat”, mint a Break of Dawn és a Butterflies. David Browne az Entertainment Weeklytől azonban úgy vélte, ezeknek a daloknak a szövege együgyű, és bárki előadhatta volna őket.
Jon Pareles, a The New York Times munkatársa olvatag szerelmes daloknak nevezte az album Butterflies és Don’t Walk Away számait, és megjegyezte, hogy Jackson albumain visszatérő témák a szerelem, illetve a világ jobbá tételének vágya. Tim Perzyk a Duke Chronicle-ban azt írta, hogy „mire jön a hetedik dal, a Butterflies, már nem érteni, Michael miért nem készít közös albumot Mariah Careyvel, akinek Heartbreaker, Breakdown és Butterfly című számai remekül illenének Jackson Invincible albumára”.
A dal 2001 novemberének elején a 60. helyen nyitott a Billboard Hot 100 slágerlistán. 2001 végén érte el a 14. helyet. A Billboard Hot R&B/Hip-Hop Songs slágerlistán a 2. helyet érte el 2002. január 26-án; az első helytől Ja Rule és Ashanti Always on Time című dala tartotta vissza. 2002-ben a Butterflies a 36. helyet érte el a Billboard Top 40 Mainstream listáján. Külföldön csak promóciós kislemezként jelent meg, és sehol nem került fel a slágerlistára.

## Változatok
CD kislemez (promó) ESK 54863
1. Butterflies (Album version) – 4:40

12" maxi kislemez (promó – Track Masters Remix) EAS 56719
1. Butterflies (Master Mix feat. Eve) – 3:47
2. Butterflies (Michael A Cappella) – 2:13
3. Butterflies (Eve A Cappella) – 3:47
4. Butterflies (Master Mix Instrumental) – 3:47

## Helyezések
| Slágerlista (2001/2002)                   | Legmagasabb helyezés |
| ----------------------------------------- | -------------------- |
| USA Billboard Hot 100                     | 14                   |
| USA Billboard Hot R&B/Hip-Hop Songs lista | 2                    |
| USA Billboard Top 40 Mainstream           | 36                   |
| Slágerlista (2009)                        | Legmagasabb helyezés |
| USA Billboard Hot Digital Songs lista     | 89                   |